# Verden (Aller)
Verden (Aller) [ˈfɛːɐ̯dn̩] är en stad i delstaten Niedersachsen i norra Tyskland. Floden Aller flyter förbi staden, som därför också kallas Verden an der Aller.

## Källor

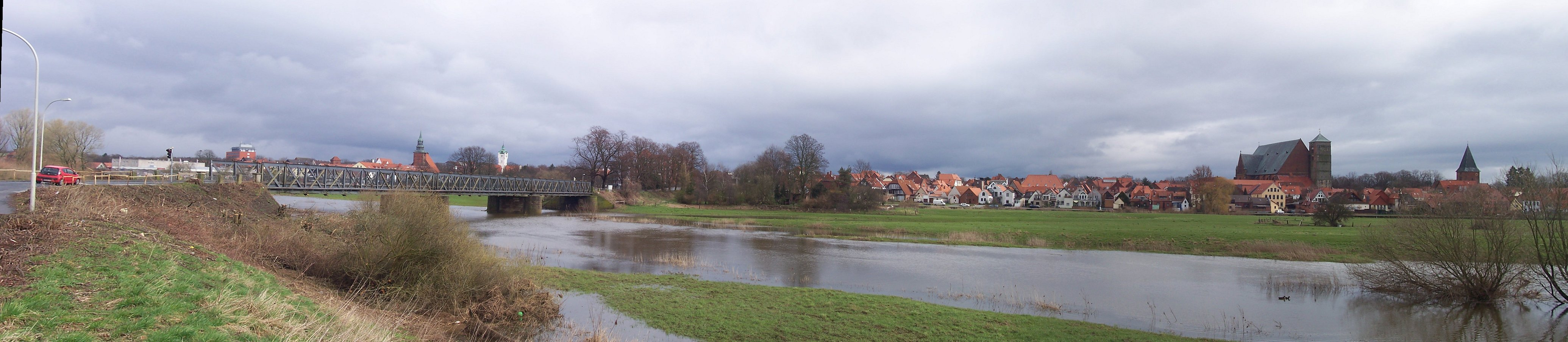
Floden Aller vid Verden